# Klaus Høeck
Klaus Høeck, född 27 november 1938 i Köpenhamn, är en dansk poet.
Høeck tog examen vid Sorø Akademis Skole 1957 och studerade sedan medicin, juridik och filosofi vid Köpenhamns universitet.
Hans litterära debut kom 1966 med diktsamlingen Yggdrasil. Han har Sedan 1989 varit medlem av Danska akademien.